# Skedbrosjön
Skedbrosjön är en sjö i Härjedalens kommun i Härjedalen och ingår i Göta älvs huvudavrinningsområde. Sjön har en area på 0,51 kvadratkilometer och ligger 781,2 meter över havet. Skedbrosjön ligger i Rogen Natura 2000-område. Vid provfiske har abborre, lake och röding fångats i sjön.

## Delavrinningsområde
Skedbrosjön ingår i det delavrinningsområde (692543-131737) som SMHI kallar för Utloppet av Skedbrosjön. Medelhöjden är 841 meter över havet och ytan är 7,78 kvadratkilometer. Det finns inga avrinningsområden uppströms utan avrinningsområdet är högsta punkten. Vattendraget som avvattnar avrinningsområdet har biflödesordning 2, vilket innebär att vattnet flödar genom totalt 2 vattendrag innan det når havet efter 726 kilometer. Avrinningsområdet består mestadels av skog (28 procent) och kalfjäll (63 procent). Avrinningsområdet har 0,51 kvadratkilometer vattenytor vilket ger det en sjöprocent på 6,5 procent.